# Мій улюблений клоун
«Мій улюблений клоун» (рос. «Мой любимый клоун») — радянський художній фільм 1986 року за мотивами однойменної повісті  Василя Ліванова.

## Сюжет
Молодий артист цирку — клоун Сергій Синіцин (Олег Меншиков) вирішує усиновити шестирічного вихованця дитбудинку Ваньку. Його дружина Леся (у неї безпліддя), яка була спочатку не проти, під тиском своєї матері, яка хизується чоловіком-академіком, противиться рішенню про усиновлення. Справа йде до розлучення. Тим часом Сергій разом зі своїм кращим другом і напарником Романом готує новий номер для майбутніх великих гастролей цирку. Дитина дуже заважає його роботі, але Роман разом з дружиною Алісою допомагають Сергію доглядати за Ванькою. Він постійно запитує батька, де його мама, а той пояснює, що мама у від'їзді.
Прямо перед гастролями Ванька захворів, і Сергій змушений залишитися вдома, щоб доглядати за сином. Несподівано стан хворого різко погіршується, і Ваньці необхідно екстрене переливання крові рідкісної групи. У Сергія були серйозні стосунки з гімнасткою Поліною, але силовий жонглер свого часу пустив слух про інтимні стосунки Поліни з німецьким дресирувальником під час гастролей. Гордий і образливий, Синіцин розірвав з нею стосунки. Але Поліна продовжує його любити. Поспішно перебираючи в пам'яті тих, хто міг би віддати кров, Аліса згадує про Поліну. Дзвонить їй, і Поліна погоджується. Правда, коротко і містко висловлює Сергію, що про нього думає.
Ванька, прийшовши до тями, бачить на сусідньому ліжку Поліну і каже їй:
 —  Мама, це ти? Ти приїхала? 

## У ролях
| Актор             | Роль               |
| ----------------- | ------------------ |
| Володимир Ільїн   | Роман Самоновський |
| Олег Меншиков     | Сергій Синіцин     |
| Тетяна Догілева   | Поліна             |
| Арчіл Гоміашвілі  | Паша Фокін         |
| Наталія Сайко     | Аліса Польді       |
| Ілля Тюрін        | Ванька             |
| Олег Стриженов    | Дім Дімич          |
| Ольга Битюкова    | Леся Баттербардт   |
| Катерина Зінченко | Ольга              |
| Ліонелла Пир'єва  | Мальва Миколаївна  |
| Андрій Смирнов    | Лікар              |

## Знімальна група
- Автор сценарію:  Олександр Адабаш'ян, Микита Михалков
- Режисер: Юрій Кушнерьов
- Оператор: Ігор Бек
- Композитор:  Ольга Петрова
- Художник: Віктор Зенков